# التعليم في إريتريا

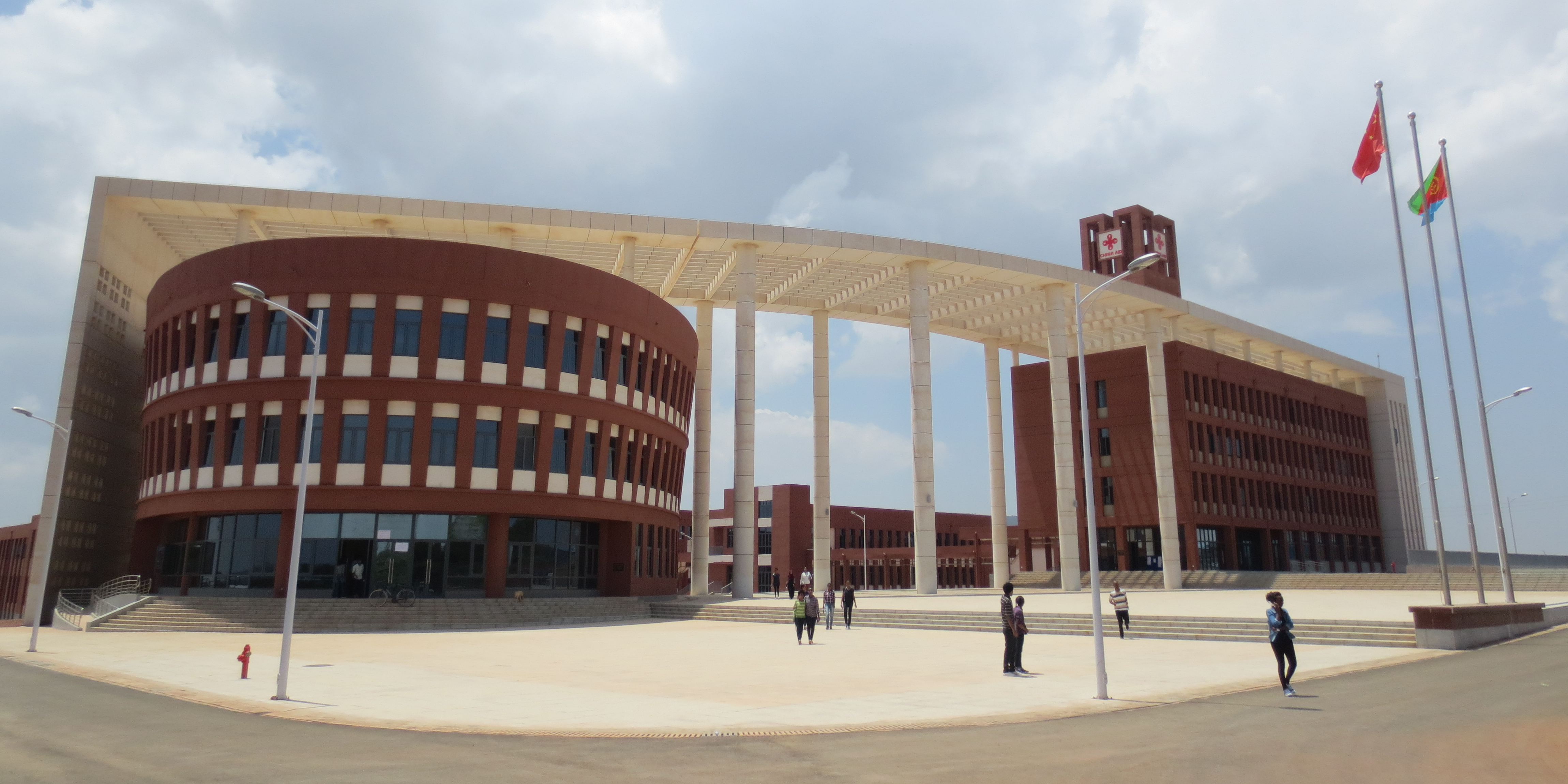
معهد إريتريا للتكنولوجيا

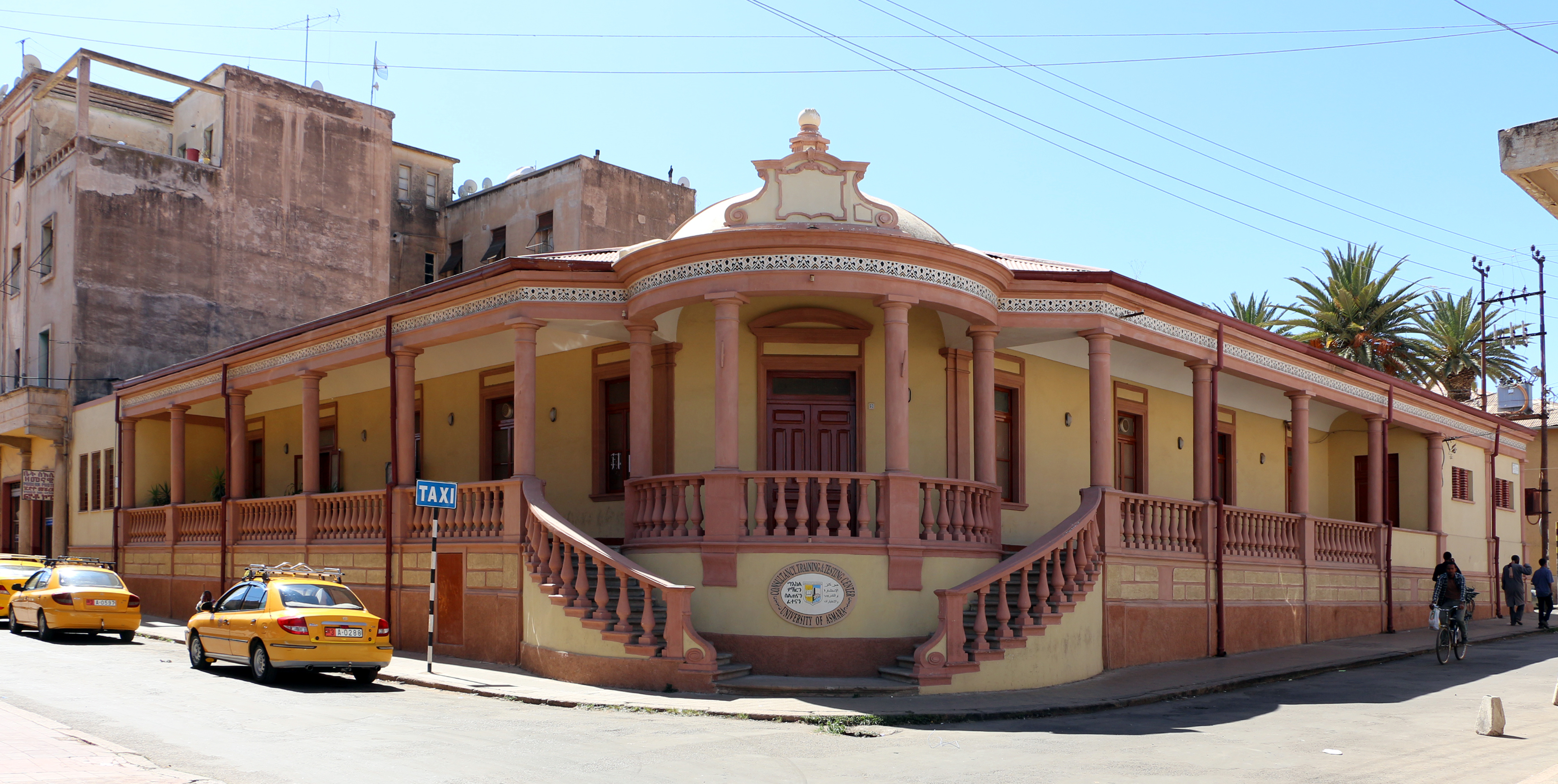
مركز التدريب بجامعة أسمرة

التعليم في إريتريا إلزامي رسميًا بين سن 7 و16 عامًا. الأهداف الهامة للسياسة التعليمية لإريتريا هي توفير التعليم الأساسي في كل لغة من اللغات الأم في إريتريا وكذلك إنتاج مجتمع مجهز بالمهارات اللازمة للعمل مع ثقافة الاعتماد على الذات في الاقتصاد الحديث. البنية التحتية التعليمية غير كافية حاليًا لتلبية هذه الاحتياجات.